# (400436) 2008 DE46
(400436) 2008 DE46 es un asteroide perteneciente al cinturón de asteroides, región del sistema solar que se encuentra entre las órbitas de Marte y Júpiter, descubierto el 10 de febrero de 2008 por el equipo del Mount Lemmon Survey desde el Observatorio del Monte Lemmon, Arizona, Estados Unidos.

## Designación y nombre
Designado provisionalmente como 2008 DE46. 

## Características orbitales
2008 DE46 está situado a una distancia media del Sol de 2,702 ua, pudiendo alejarse hasta 2,800 ua y acercarse hasta 2,603 ua. Su excentricidad es 0,036 y la inclinación orbital 6,623 grados. Emplea 1622,33 días en completar una órbita alrededor del Sol.

## Características físicas
La magnitud absoluta de 2008 DE46 es 16,7. 